# Clay Township (comté de Greene, Missouri)
Pour les articles homonymes, voir Clay Township.
Clay Township est un ancien township du comté de Greene dans le Missouri, aux États-Unis,.